# Universidad Deportiva del Sur
La Universidad Deportiva del Sur (UDS) es una universidad pública de Venezuela, creada en el año 2006 por decreto presidencial (inicialmente bajo el nombre de Universidad Iberoamericana del Deporte). La misma comenzó a impartir clases en febrero del mencionado año. Está ubicada a las afueras de la ciudad de San Carlos, en el estado Cojedes. Constituye una universidad temática y está orientada hacia la búsqueda de una educación reflexiva y crítica, para implementar la formación humanista e integral de profesionales de la actividad física, el deporte y sus áreas afines. Ha recibido estudiantes de 27 países de América Latina, el Caribe y de África.

## Autoridades Universitarias
- Rector: MSc. Jinny Suárez
- Vice-Rectora Académica: Dra. Dalui Monasterio
- Secretario General: Abg. Eduardo León
- Director de  Creación Intelectual y Formación Avanzada: Dr. Joao Enmanuel Chávez Macías

## Objetivos estratégicos
- Avanzar en la conformación de la nueva estructura social.
- Avanzar en la construcción del nuevo modelo democrático de participación popular.
- Acelerar la creación de la nueva institucionalidad del aparato del Estado.
- Seguir impulsando el nuevo sistema multipolar internacional.
- Consolidar la masificación deportiva.

## Objetivos educativos
- Consolidar el Sistema Nacional del Deporte.
- Dar respuesta inmediata a la demanda de estudiantes que aspiran ingresar a la Educación Superior en el área de la actividad física y deporte.
- Atender a la demanda de los bachilleres atendidos en el Plan Estratégico Nacional de Formación Permanente, dirigidos por el Instituto Nacional de Deportes.
- Promover la integración con Sudamérica, el Caribe y África asumiendo la movilidad estudiantil y académica.
- Cubrir el déficit de profesionales para el deporte y sus áreas afines.
- Brindar acceso a los atletas y entrenadores de alto rendimiento a la educación universitaria, esto con la modalidad de educación a distancia.

## Áreas de formación
Pregrado:
- Licenciatura en Actividad Física y Salud.
- Licenciatura en Entrenamiento Deportivo.
- Licenciatura en Gestión Tecnológica del Deporte.

 Postgrado:
- Maestría en Gerencia del Deporte.

## Galería de Imágenes

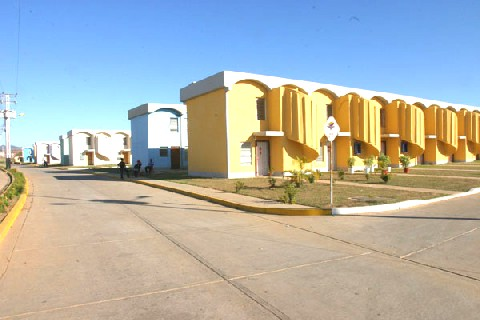
Residencias UDS

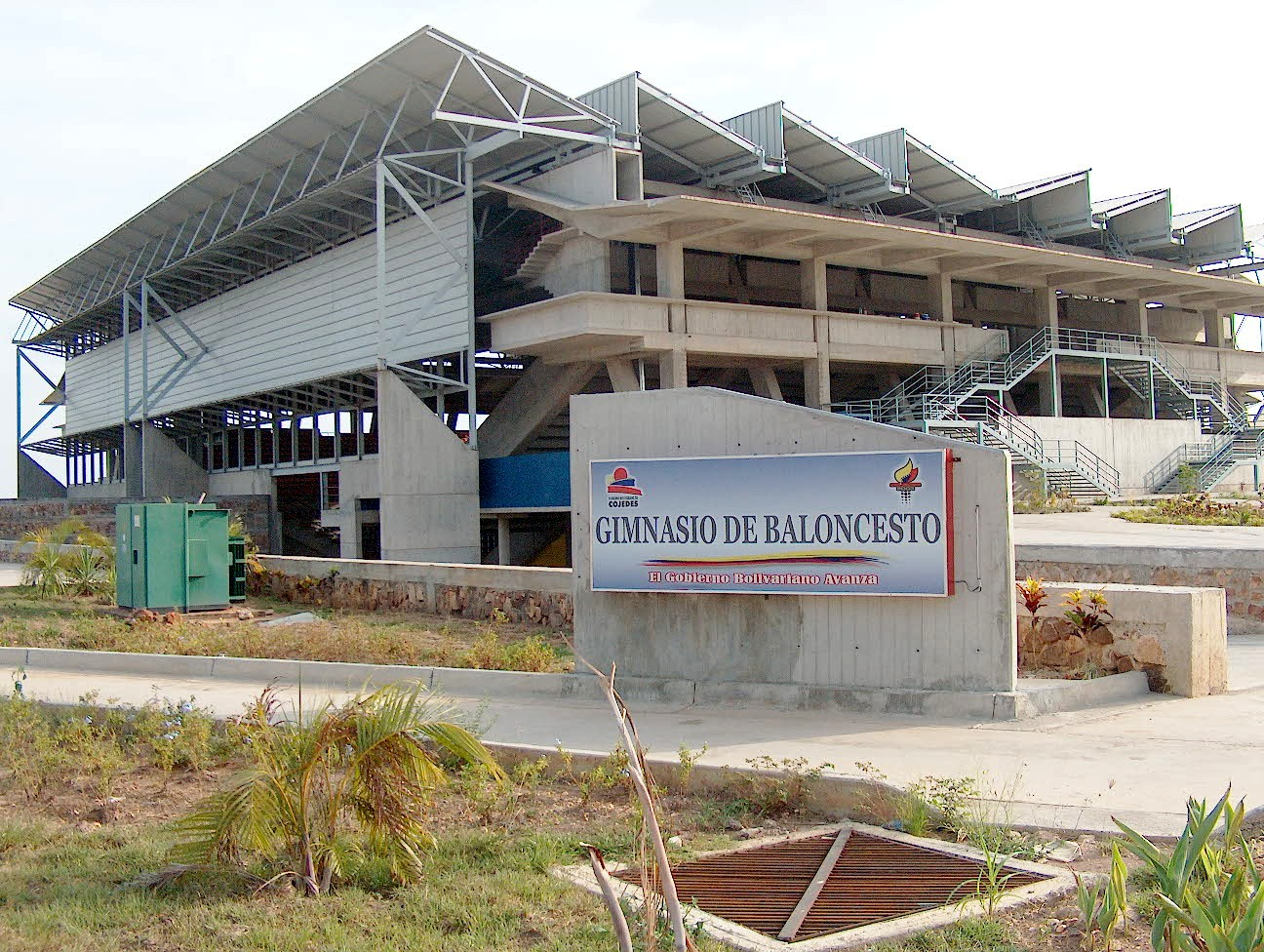
Gimnasio de Baloncesto

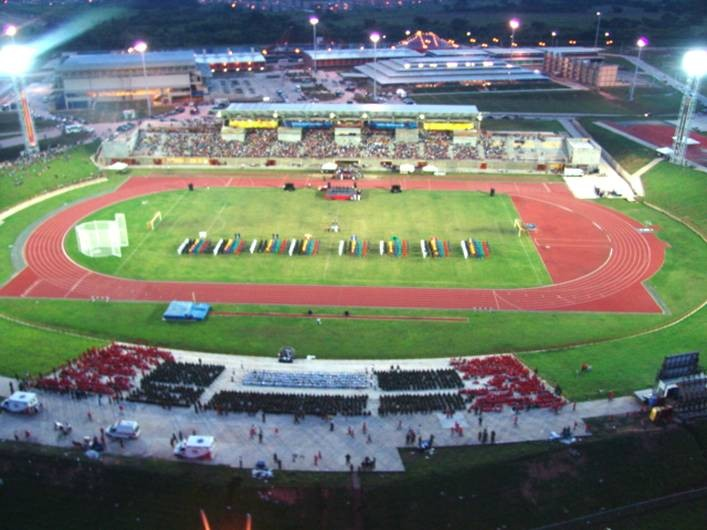
Estadio de Fútbol

- Datos: Q5690215
- Multimedia: Universidad Deportiva del Sur (Cojedes) / Q5690215